# واتسو

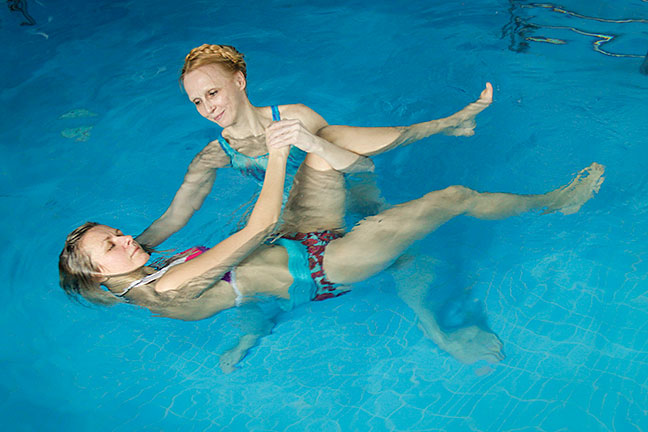

أسلوب واتسو عبارة عن مزيج من العلاج المائي والشياتسو، توصل لها هارولد دول. تمارس هذه الطريقة في مياه بدرجة حرارة الجلد ويكون كل من المعالج والممارس في الماء، وعادة ما يكون في حوض عمقه 3.5 قدم أو 4 أقدام (100-120 سم). تحتاج هذه الطريقة لكثير من الحركة في الماء ويقوم الممارسون بتنشيط خطوط الطاقة المستمدة من الشياتسو.